# El Hadji Diouf
El-Hadji Ousseynou Diouf (in arabo الحج ديوف‎?; Dakar, 15 gennaio 1981) è un ex calciatore senegalese, di ruolo attaccante, vicecampione d'Africa con la nazionale senegalese nel 2002.
Considerato come uno dei migliori calciatori africani della sua generazione e da alcuni anche come uno dei migliori calciatori africani di tutti i tempi, è il primatista di reti con la casacca del Bolton nelle competizioni calcistiche europee.
È stato nominato Calciatore africano dell'anno due volte, rispettivamente nel 2001 e nel 2002, anno in cui ha vinto anche il premio BBC African Footballer of the Year, assegnato dalla BBC Radio. Nel marzo del 2004 è stato inserito da Pelé all'interno del FIFA 100, la lista dei 125 migliori calciatori viventi della storia del calcio, suscitando per questo qualche polemica.
Dal 2015 è membro dell'associazione African Fashion Gate.

## Biografia
Nato a Dakar da padre guineano e madre senegalese, venne abbandonato dal padre all'età di 8 anni. Dopo sei anni si trasferì insieme alla madre in Francia.

## Caratteristiche tecniche
Diouf era un'ala dotata di buona tecnica e abile nel dribbling.

## Carriera

### Club

#### Inizi in Francia
Quando era ancora in fasce la sua famiglia si trasferì in Francia: fu qui che Diouf ebbe la possibilità di esordire nel calcio professionistico, poiché il Sochaux lo fece esordire in prima squadra nella stagione 1998-1999. La stagione non fu positiva (15 presenze senza mai segnare) e l'anno successivo il senegalese preferì trasferirsi al Rennes.
Con la nuova squadra, anch'essa militante in Ligue 1, le cose andarono leggermente meglio (28 partite, un goal) e nel 2000 venne anche convocato per la nazionale del suo paese.
Passò poi al Lens, squadra di maggiore ambizione (vinse infatti uno scudetto) con cui rimase due annate, collezionando 18 reti in 54 sfide ufficiali in campionato.

#### Liverpool
Poco dopo il Liverpool, che già aveva fatto delle offerte al giocatore, lo acquistò per 10 milioni di sterline.
Le partenze di Robbie Fowler, Nicolas Anelka e soprattutto di Michael Owen gli permisero di giocare molte partite, senza però mai raggiungere i livelli sperati (nella stagione 2003-2004 non segnò neanche una volta in 26 partite), complici anche problemi in spogliatoio con leader della squadra come Steven Gerrard e Jamie Carragher.
Dopo l'esonero di Gérard Houllier e l'arrivo dell'allenatore Rafael Benítez, che gli preferiva in un primo momento Milan Baroš, Diouf si trasferì al Bolton Wanderers, non prima però di una controversia burocratica che coinvolse club, manager ed allenatori.

#### Bolton, Sunderland e Blackburn
Con il Bolton Diouf è tornato ad essere un giocatore competitivo: è stato titolare durante la stagione 2004-2005 (è sceso in campo 27 volte), ed ha trovato più facilmente la via del gol (9 centri in totale). Con il suo nuovo club, con cui ha raggiunto l'obiettivo della salvezza, ha firmato un contratto che lo lega fino al 2009.
Il 28 luglio 2008 passa al Sunderland sulla base di più di 3 milioni di euro, che andranno ad arricchire le casse del Bolton. Dopo le tre stagioni passate al Blackburn viene ceduto in prestito ai Rangers.

#### Rangers

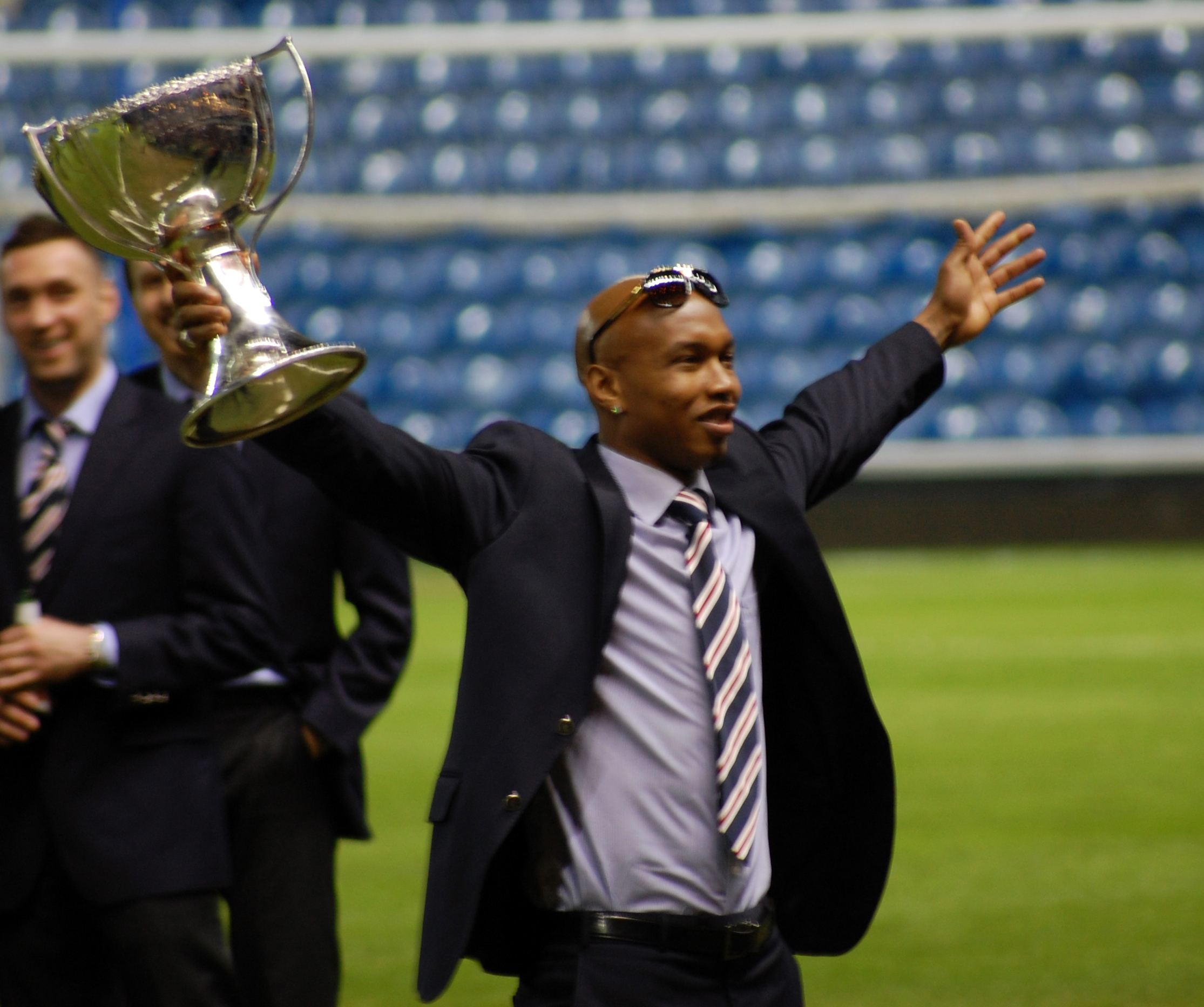
Diouf con la Coppa di Lega scozzese vinta con i Rangers.

Il 2 febbraio 2011 fa il suo esordio nella partita vinta per 1 a 0 contro gli Hearts. Il 24 febbraio 2011 realizza il suo primo gol con la maglia dei Rangers nella partita di Europa League valida per l'accesso agli ottavi di finale (2-2). Il 13 marzo 2011 realizza il suo primo gol in campionato nella partita vinta per 2 a 1 contro il Kilmarnock. Il 20 marzo 2011 vince la Scottish League Cup, con la nuova maglia, battendo in finale il Celtic per 2 a 1. Nella stessa stagione arriva anche il suo secondo trofeo scozzese vincendo la Scottish Premier League.

#### Championship: Doncaster e Leeds
A fine stagione viene svincolato e il 31 ottobre 2011 firma un contratto di tre mesi con il Doncaster, squadra che milita nella Football League Championship. Il 1º novembre 2011 fa il suo debutto con la nuova maglia nella sconfitta casalinga contro il Middlesbrough per 1 a 3. I primi gol arrivano il 5 novembre 2011 dove segna una doppietta nella vittoria esterna contro l'Ipswich (2-3). Dopo aver firmato un contratto di soli tre mesi, decide di rinnovarlo il 23 dicembre 2011, quando si lega al club inglese fino a fine stagione.
L'11 luglio 2012 si lega al Leeds United senza un contratto vero e proprio. Il 18 agosto debutta con la nuova maglia nella vittoria casalinga per 1-0 contro il Wolverhampton e il 1º settembre realizza il primo gol con la maglia del Leeds nel pareggio contro il Blackburn (3-3). Al termine della partita, Diouf firma ufficialmente un contratto con il Leeds che lo lega al club fino a gennaio 2013, in seguito rinnovato per altri 18 mesi. Mette a segno il suo settimo e ultimo gol stagionale contro il Brighton il 27 aprile, ricevendo nella stessa partita il suo primo cartellino rosso da giocatore del Leeds per avere festeggiato in maniera scorretta. Il 16 maggio 2014 Diouf lascia così la squadra inglese.

#### Sabah
Nel novembre del 2014, Diouf firma un contratto di un anno con la squadra malese del Sabah venendone nominato da subito capitano. Tuttavia, a seguito di alcune controversie, il club priva Diouf della fascia di capitano nel luglio 2015.

### Nazionale
Il suo esordio con il Senegal avvenne nell'aprile del 2000 con il Benin, e da allora Diouf divenne la stella calcistica principale di questa nazione. Con la nazionale senegalese Diouf ha giocato la Coppa d'Africa del 2002, persa in finale ai rigori contro il Camerun. Nello stesso anno è stato nominato miglior calciatore africano dell'anno, mettendo in luce i progressi del calcio senegalese.
Nel Campionato mondiale di calcio 2002 si rende decisivo, realizzando prestazioni di grande livello come nella storica vittoria sulla Francia, partita in cui venne nominato migliore in campo. Dopo lo straordinario mondiale Diouf viene inserito nella All Star Team del mondiale, la selezione dei migliori 23 giocatori che hanno partecipato alla fase finale della Coppa del Mondo. Con 21 reti in 69 partite, Diouf è il terzo miglior realizzatore della propria nazionale.

## Dopo il ritiro
Nel 2017 Diouf, tornato a Dakar, lavora come ambasciatore del governo per quanto concerne lo sport in collaborazione con il presidente senegalese Macky Sall. Gestisce inoltre una palestra ed un suo giornale sportivo.
Nel 2018 ha affermato di volere intraprendere a tutti gli effetti una nuova carriera in politica.

## Statistiche

### Presenze e reti nei club
Statistiche al termine della carriera da calciatore.
| Stagione         | Squadra          | Campionato       | Campionato | Campionato | Coppe nazionali | Coppe nazionali | Coppe nazionali | Coppe europee | Coppe europee | Coppe europee | Altre coppe | Altre coppe | Altre coppe | Totale | Totale |
| Stagione         | Squadra          | Comp             | Pres       | Reti       | Comp            | Pres            | Reti            | Comp          | Pres          | Reti          | Comp        | Pres        | Reti        | Pres   | Reti   |
| ---------------- | ---------------- | ---------------- | ---------- | ---------- | --------------- | --------------- | --------------- | ------------- | ------------- | ------------- | ----------- | ----------- | ----------- | ------ | ------ |
| 1998-1999        | Sochaux          | D1               | 15         | 0          | CF+CdL          | 0+3             | 0+0             | -             | -             | -             | -           | -           | -           | 18     | 0      |
| 1999-2000        | Rennes           | D1               | 28         | 1          | CF+CdL          | 3+1             | 1+0             | I             | 6             | 2             | -           | -           | -           | 38     | 4      |
| 2000-2001        | Lens             | D1               | 28         | 8          | CF+CdL          | 0+2             | 0+1             | I             | 2             | 0             | -           | -           | -           | 32     | 9      |
| 2001-2002        | Lens             | D1               | 26         | 10         | CF+CdL          | 0+1             | 0+0             | -             | -             | -             | -           | -           | -           | 27     | 10     |
| Totale Lens      | Totale Lens      | Totale Lens      | 54         | 18         |                 | 0               | 0               |               |               |               |             |             |             | 59     | 19     |
| 2002-2003        | Liverpool        | PL               | 29         | 3          | FACup+CdL       | 3+5             | 0+3             | UCL+CU        | 5+4           | 0+0           | CS          | 1           | 0           | 46     | 6      |
| 2003-2004        | Liverpool        | PL               | 26         | 0          | FACup+CdL       | 1+2             | 0+0             | CU            | 4             | 0             | -           | -           | -           | 33     | 0      |
| Totale Liverpool | Totale Liverpool | Totale Liverpool | 55         | 3          |                 | 11              | 3               |               | 13            | 0             |             | 1           | 0           | 79     | 6      |
| 2004-2005        | Bolton           | PL               | 27         | 9          | FACup+CdL       | 3+2             | 0+0             | -             | -             | -             | -           | -           | -           | 32     | 9      |
| 2005-2006        | Bolton           | PL               | 20         | 3          | FACup+CdL       | 0+1             | 0+0             | CU            | 6             | 1             | -           | -           | -           | 27     | 4      |
| 2006-2007        | Bolton           | PL               | 33         | 5          | FACup+CdL       | 1+1             | 0+0             | -             | -             | -             | -           | -           | -           | 35     | 5      |
| 2007-2008        | Bolton           | PL               | 34         | 4          | FACup+CdL       | 1+1             | 0+0             | CU            | 6             | 2             | -           | -           | -           | 42     | 6      |
| Totale Bolton    | Totale Bolton    | Totale Bolton    | 114        | 21         |                 | 10              | 0               |               | 12            | 3             |             |             |             | 136    | 24     |
| 2008-2009        | Sunderland       | PL               | 14         | 0          | FACup+CdL       | 1+1             | 0+0             | -             | -             | -             | -           | -           | -           | 16     | 0      |
| gen.-giu. 2009   | Blackburn        | PL               | 14         | 1          | FACup+CdL       | 0+0             | 0+0             | -             | -             | -             | -           | -           | -           | 14     | 1      |
| 2009-2010        | Blackburn        | PL               | 26         | 3          | FACup+CdL       | 1+0             | 0+0             | -             | -             | -             | -           | -           | -           | 27     | 3      |
| 2010-2011        | Blackburn        | PL               | 20         | 0          | FACup+CdL       | 1+0             | 0+0             | -             | -             | -             | -           | -           | -           | 21     | 0      |
| Totale Blackburn | Totale Blackburn | Totale Blackburn | 60         | 4          |                 | 2               | 0               |               |               |               |             |             |             | 62     | 4      |
| gen.-giu. 2011   | Rangers          | SPL              | 15         | 1          | SC+SLC          | 2+1             | 0+0             | UEL           | 4             | 1             | -           | -           | -           | 22     | 2      |
| ott. 2011-2012   | Doncaster        | FLC              | 22         | 6          | FACup+CdL       | 1+0             | 0+0             | -             | -             | -             | -           | -           | -           | 23     | 6      |
| 2012-2013        | Leeds            | FLC              | 36         | 5          | FACup+CdL       | 4+5             | 1+1             | -             | -             | -             | -           | -           | -           | 45     | 7      |
| 2013-2014        | Leeds            | FLC              | 6          | 0          | FACup+CdL       | 0+1             | 0+0             | -             | -             | -             | -           | -           | -           | 7      | 0      |
| Totale Leeds     | Totale Leeds     | Totale Leeds     | 42         | 5          |                 | 10              | 2               |               |               |               |             |             |             | 52     | 7      |
| 2015             | Sabah            | LP               | 3          | 3          | FACup+CdL       | 1               | 0               | -             | -             | -             | -           | -           | -           | 4      | 3      |
| Totale carriera  | Totale carriera  | Totale carriera  | 418        | 59         |                 | 40              | 5               |               | 29            | 4             |             | 1           | 0           | 509    | 75     |

### Cronologia presenze e reti in nazionale
| Cronologia completa delle presenze e delle reti in nazionale ― Senegal | Cronologia completa delle presenze e delle reti in nazionale ― Senegal | Cronologia completa delle presenze e delle reti in nazionale ― Senegal | Cronologia completa delle presenze e delle reti in nazionale ― Senegal | Cronologia completa delle presenze e delle reti in nazionale ― Senegal | Cronologia completa delle presenze e delle reti in nazionale ― Senegal | Cronologia completa delle presenze e delle reti in nazionale ― Senegal | Cronologia completa delle presenze e delle reti in nazionale ― Senegal |
| Data                                                                   | Città                                                                  | In casa                                                                | Risultato                                                              | Ospiti                                                                 | Competizione                                                           | Reti                                                                   | Note                                                                   |
| ---------------------------------------------------------------------- | ---------------------------------------------------------------------- | ---------------------------------------------------------------------- | ---------------------------------------------------------------------- | ---------------------------------------------------------------------- | ---------------------------------------------------------------------- | ---------------------------------------------------------------------- | ---------------------------------------------------------------------- |
| 23-4-2000                                                              | Dakar                                                                  | Senegal                                                                | 1 – 0                                                                  | Benin                                                                  | Qual. Mondiali 2002                                                    | -                                                                      | 88’                                                                    |
| 16-6-2000                                                              | Annaba                                                                 | Algeria                                                                | 1 – 1                                                                  | Senegal                                                                | Qual. Mondiali 2002                                                    | -                                                                      |                                                                        |
| 9-7-2000                                                               | Dakar                                                                  | Senegal                                                                | 0 – 0                                                                  | Egitto                                                                 | Qual. Mondiali 2002                                                    | -                                                                      |                                                                        |
| 24-2-2001                                                              | Rabat                                                                  | Marocco                                                                | 0 – 0                                                                  | Senegal                                                                | Qual. Mondiali 2002                                                    | -                                                                      | 84’                                                                    |
| 10-3-2001                                                              | Dakar                                                                  | Senegal                                                                | 4 – 0                                                                  | Namibia                                                                | Qual. Mondiali 2002                                                    | 3                                                                      |                                                                        |
| 24-3-2001                                                              | Dakar                                                                  | Senegal                                                                | 3 – 0                                                                  | Uganda                                                                 | Qual. Mondiali 2002                                                    | 2                                                                      | 87’                                                                    |
| 21-4-2001                                                              | Dakar                                                                  | Senegal                                                                | 3 – 0                                                                  | Algeria                                                                | Qual. Mondiali 2002                                                    | 3                                                                      |                                                                        |
| 6-5-2001                                                               | Il Cairo                                                               | Egitto                                                                 | 1 – 0                                                                  | Senegal                                                                | Qual. Mondiali 2002                                                    | -                                                                      |                                                                        |
| 14-7-2001                                                              | Dakar                                                                  | Senegal                                                                | 1 – 0                                                                  | Marocco                                                                | Qual. Mondiali 2002                                                    | 1                                                                      |                                                                        |
| 21-7-2001                                                              | Windhoek                                                               | Namibia                                                                | 0 – 5                                                                  | Senegal                                                                | Qual. Mondiali 2002                                                    | 1                                                                      |                                                                        |
| 4-10-2001                                                              | Lens                                                                   | Senegal                                                                | 2 – 0                                                                  | Giappone                                                               | Amichevole                                                             | 1                                                                      |                                                                        |
| 8-11-2001                                                              | Jeonju                                                                 | Corea del Sud                                                          | 0 – 1                                                                  | Senegal                                                                | Amichevole                                                             | -                                                                      | Ammonizione                                                            |
| 30-12-2001                                                             | Dakar                                                                  | Senegal                                                                | 1 – 0                                                                  | Algeria                                                                | Amichevole                                                             | -                                                                      | 87’                                                                    |
| 20-1-2002                                                              | Bamako                                                                 | Egitto                                                                 | 0 – 1                                                                  | Senegal                                                                | Coppa d'Africa 2002 - 1º turno                                         | -                                                                      |                                                                        |
| 26-1-2002                                                              | Bamako                                                                 | Zambia                                                                 | 0 – 1                                                                  | Senegal                                                                | Coppa d'Africa 2002 - 1º turno                                         | -                                                                      |                                                                        |
| 31-1-2002                                                              | Kayes                                                                  | Tunisia                                                                | 0 – 0                                                                  | Senegal                                                                | Coppa d'Africa 2002 - 1º turno                                         | -                                                                      | 66’ 90+2’                                                              |
| 4-2-2002                                                               | Bamako                                                                 | Senegal                                                                | 2 – 0                                                                  | RD del Congo                                                           | Coppa d'Africa 2002 - Quarti di finale                                 | 1                                                                      |                                                                        |
| 7-2-2002                                                               | Bamako                                                                 | Nigeria                                                                | 2 – 1 dts                                                              | Senegal                                                                | Coppa d'Africa 2002 - Semifinale                                       | -                                                                      | 103’                                                                   |
| 10-2-2002                                                              | Bamako                                                                 | Senegal                                                                | 0 – 0 dts (2 – 3 dtr)                                                  | Camerun                                                                | Coppa d'Africa 2002 - Finale                                           | -                                                                      | 90+2’                                                                  |
| 27-3-2002                                                              | Dakar                                                                  | Senegal                                                                | 2 – 1                                                                  | Bolivia                                                                | Amichevole                                                             | -                                                                      | 89’                                                                    |
| 14-5-2002                                                              | Riyad                                                                  | Arabia Saudita                                                         | 3 – 2                                                                  | Senegal                                                                | Amichevole                                                             | 1                                                                      | 60’                                                                    |
| 23-5-2002                                                              | Tottori                                                                | Senegal                                                                | 1 – 0                                                                  | Ecuador                                                                | Amichevole                                                             | -                                                                      |                                                                        |
| 31-5-2002                                                              | Seul                                                                   | Senegal                                                                | 1 – 0                                                                  | Francia                                                                | Mondiali 2002 - 1º turno                                               | -                                                                      |                                                                        |
| 6-6-2002                                                               | Taegu                                                                  | Senegal                                                                | 1 – 1                                                                  | Danimarca                                                              | Mondiali 2002 - 1º turno                                               | -                                                                      |                                                                        |
| 11-6-2002                                                              | Suwon                                                                  | Senegal                                                                | 3 – 3                                                                  | Uruguay                                                                | Mondiali 2002 - 1º turno                                               | -                                                                      | 82’                                                                    |
| 16-6-2002                                                              | Ōita                                                                   | Svezia                                                                 | 1 – 2 gg                                                               | Senegal                                                                | Mondiali 2002 - Ottavi di finale                                       | -                                                                      |                                                                        |
| 22-6-2002                                                              | Osaka                                                                  | Senegal                                                                | 0 – 1 gg                                                               | Turchia                                                                | Mondiali 2002 - Quarti di finale                                       | -                                                                      |                                                                        |
| 12-10-2002                                                             | Dakar                                                                  | Senegal                                                                | 2 – 2                                                                  | Nigeria                                                                | Amichevole                                                             | -                                                                      | Uscita                                                                 |
| 12-2-2003                                                              | Parigi                                                                 | Marocco                                                                | 1 – 0                                                                  | Senegal                                                                | Amichevole                                                             | -                                                                      | 65’                                                                    |
| 30-3-2003                                                              | Banjul                                                                 | Gambia                                                                 | 0 – 0                                                                  | Senegal                                                                | Qual. Coppa d'Africa 2004                                              | -                                                                      | 69’                                                                    |
| 30-4-2003                                                              | Gafsa                                                                  | Tunisia                                                                | 1 – 0                                                                  | Senegal                                                                | Amichevole                                                             | -                                                                      |                                                                        |
| 31-5-2003                                                              | Dakar                                                                  | Senegal                                                                | 2 – 1                                                                  | Capo Verde                                                             | Amichevole                                                             | -                                                                      | Uscita                                                                 |
| 7-6-2003                                                               | Dakar                                                                  | Senegal                                                                | 3 – 1                                                                  | Gambia                                                                 | Qual. Coppa d'Africa 2004                                              | 1                                                                      |                                                                        |
| 14-6-2003                                                              | Dakar                                                                  | Senegal                                                                | 3 – 0                                                                  | Lesotho                                                                | Qual. Coppa d'Africa 2004                                              | 1                                                                      |                                                                        |
| 10-10-2003                                                             | Il Cairo                                                               | Egitto                                                                 | 1 – 0                                                                  | Senegal                                                                | Amichevole                                                             | -                                                                      |                                                                        |
| 15-11-2003                                                             | Dakar                                                                  | Senegal                                                                | 1 – 0                                                                  | Costa d'Avorio                                                         | Amichevole                                                             | 1                                                                      | 84’                                                                    |
| 18-1-2004                                                              | Dakar                                                                  | Senegal                                                                | 2 – 1                                                                  | Sudafrica                                                              | Amichevole                                                             | -                                                                      |                                                                        |
| 26-1-2004                                                              | Tunisi                                                                 | Senegal                                                                | 0 – 0                                                                  | Burkina Faso                                                           | Coppa d'Africa 2004 - 1º turno                                         | -                                                                      |                                                                        |
| 30-1-2004                                                              | Bizerte                                                                | Senegal                                                                | 3 – 0                                                                  | Kenya                                                                  | Coppa d'Africa 2004 - 1º turno                                         | -                                                                      | 69’                                                                    |
| 2-2-2004                                                               | Tunisi                                                                 | Senegal                                                                | 1 – 1                                                                  | Mali                                                                   | Coppa d'Africa 2004 - 1º turno                                         | -                                                                      |                                                                        |
| 7-2-2004                                                               | Radès                                                                  | Tunisia                                                                | 1 – 0                                                                  | Senegal                                                                | Coppa d'Africa 2004 - Quarti di finale                                 | -                                                                      | 90+6’                                                                  |
| 17-11-2004                                                             | Tolone                                                                 | Algeria                                                                | 1 – 2                                                                  | Senegal                                                                | Amichevole                                                             | -                                                                      | 77’                                                                    |
| 9-2-2005                                                               | Créteil                                                                | Camerun                                                                | 1 – 0                                                                  | Senegal                                                                | Amichevole                                                             | -                                                                      | 68’                                                                    |
| 26-3-2005                                                              | Dakar                                                                  | Senegal                                                                | 6 – 1                                                                  | Liberia                                                                | Qual. Mondiali 2006                                                    | 2                                                                      | 33’                                                                    |
| 5-6-2005                                                               | Brazzaville                                                            | Rep. del Congo                                                         | 0 – 0                                                                  | Senegal                                                                | Qual. Mondiali 2006                                                    | -                                                                      |                                                                        |
| 18-6-2005                                                              | Dakar                                                                  | Senegal                                                                | 2 – 2                                                                  | Togo                                                                   | Qual. Mondiali 2006                                                    | -                                                                      |                                                                        |
| 17-8-2005                                                              | Brentford                                                              | Senegal                                                                | 0 – 0                                                                  | Ghana                                                                  | Amichevole                                                             | -                                                                      | Ammonizione                                                            |
| 3-9-2005                                                               | Chililabombwe                                                          | Zambia                                                                 | 0 – 1                                                                  | Senegal                                                                | Qual. Mondiali 2006                                                    | 1                                                                      | 86’                                                                    |
| 8-10-2005                                                              | Dakar                                                                  | Senegal                                                                | 3 – 0                                                                  | Mali                                                                   | Qual. Mondiali 2006                                                    | 1                                                                      | 23’ 75’                                                                |
| 14-1-2006                                                              | Dakar                                                                  | Senegal                                                                | 0 – 0                                                                  | RD del Congo                                                           | Amichevole                                                             | -                                                                      | 65’                                                                    |
| 23-1-2006                                                              | Porto Said                                                             | Zimbabwe                                                               | 0 – 2                                                                  | Senegal                                                                | Coppa d'Africa 2006 - 1º turno                                         | -                                                                      | 79’                                                                    |
| 27-1-2006                                                              | Porto Said                                                             | Ghana                                                                  | 0 – 1                                                                  | Senegal                                                                | Coppa d'Africa 2006 - 1º turno                                         | -                                                                      | 66’                                                                    |
| 31-1-2006                                                              | Porto Said                                                             | Nigeria                                                                | 2 – 1                                                                  | Senegal                                                                | Coppa d'Africa 2006 - 1º turno                                         | -                                                                      |                                                                        |
| 7-2-2006                                                               | Il Cairo                                                               | Egitto                                                                 | 2 – 1                                                                  | Senegal                                                                | Coppa d'Africa 2006 - Semifinale                                       | -                                                                      | 66’                                                                    |
| 2-9-2006                                                               | Dakar                                                                  | Senegal                                                                | 2 – 0                                                                  | Mozambico                                                              | Qual. Coppa d'Africa 2008                                              | -                                                                      |                                                                        |
| 7-10-2006                                                              | Ouagadougou                                                            | Burkina Faso                                                           | 1 – 0                                                                  | Senegal                                                                | Qual. Coppa d'Africa 2008                                              | -                                                                      |                                                                        |
| 24-3-2007                                                              | Dakar                                                                  | Senegal                                                                | 4 – 0                                                                  | Tanzania                                                               | Qual. Coppa d'Africa 2008                                              | -                                                                      | 84’                                                                    |
| 21-8-2007                                                              | Londra                                                                 | Ghana                                                                  | 1 – 1                                                                  | Senegal                                                                | Amichevole                                                             | 1                                                                      |                                                                        |
| 8-9-2007                                                               | Dakar                                                                  | Senegal                                                                | 5 – 1                                                                  | Burkina Faso                                                           | Qual. Coppa d'Africa 2008                                              | 1                                                                      |                                                                        |
| 12-1-2008                                                              | Dakar                                                                  | Senegal                                                                | 3 – 1                                                                  | Namibia                                                                | Amichevole                                                             | -                                                                      | 46’                                                                    |
| 16-1-2008                                                              | Ouagadougou                                                            | Benin                                                                  | 1 – 2                                                                  | Senegal                                                                | Amichevole                                                             | -                                                                      | 46’                                                                    |
| 23-1-2008                                                              | Tamale                                                                 | Tunisia                                                                | 2 – 2                                                                  | Senegal                                                                | Coppa d'Africa 2008 - 1º turno                                         | -                                                                      |                                                                        |
| 27-1-2008                                                              | Tamale                                                                 | Senegal                                                                | 1 – 3                                                                  | Angola                                                                 | Coppa d'Africa 2008 - 1º turno                                         | -                                                                      |                                                                        |
| 31-5-2008                                                              | Dakar                                                                  | Senegal                                                                | 1 – 0                                                                  | Algeria                                                                | Qual. Mondiali 2010                                                    | -                                                                      | 63’                                                                    |
| 8-6-2008                                                               | Banjul                                                                 | Gambia                                                                 | 0 – 0                                                                  | Senegal                                                                | Qual. Mondiali 2010                                                    | -                                                                      | 38’                                                                    |
| 15-6-2008                                                              | Paynesville                                                            | Liberia                                                                | 2 – 2                                                                  | Senegal                                                                | Qual. Mondiali 2010                                                    | 1                                                                      |                                                                        |
| 21-6-2008                                                              | Dakar                                                                  | Senegal                                                                | 3 – 1                                                                  | Liberia                                                                | Qual. Mondiali 2010                                                    | 1                                                                      |                                                                        |
| 20-8-2008                                                              | Tripoli                                                                | Libia                                                                  | 0 – 0                                                                  | Senegal                                                                | Amichevole                                                             | -                                                                      | 66’                                                                    |
| 5-9-2008                                                               | Blida                                                                  | Algeria                                                                | 3 – 2                                                                  | Senegal                                                                | Qual. Mondiali 2010                                                    | -                                                                      |                                                                        |
| 11-10-2008                                                             | Dakar                                                                  | Senegal                                                                | 1 – 1                                                                  | Gambia                                                                 | Qual. Mondiali 2010                                                    | -                                                                      |                                                                        |
| Totale                                                                 |                                                                        | Presenze                                                               | 70                                                                     |                                                                        | Reti (3º posto)                                                        | 24                                                                     |                                                                        |

## Palmarès

### Club
- Coppa di Lega inglese: 1

Liverpool: 2002-2003
- Coppa di Lega scozzese: 1

Rangers: 2010-2011
- Campionato scozzese: 1

Rangers: 2010-2011

### Individuale
- Calciatore africano dell'anno: 2

2001, 2002
- BBC African Footballer of the Year: 1

2002
- All-Star Team al mondiale: 1

2002
- Incluso nel FIFA 100 (2004)